# Quyền LGBT ở Paraguay
Quyền đồng tính nữ, đồng tính nam, song tính và chuyển giới ở Paraguay có thể phải đối mặt với những thách thức pháp lý mà những người không LGBT không gặp phải. Cả hai hoạt động tình dục đồng giới nam và nữ đều hợp pháp ở Paraguay, nhưng các cặp vợ chồng và hộ gia đình đồng giới do các cặp đồng giới đứng đầu không đủ điều kiện cho tất cả các biện pháp bảo vệ pháp lý tương tự dành cho các cặp vợ chồng khác giới.  Paraguay vẫn là một trong số ít các quốc gia bảo thủ trong Nam Mỹ liên quan đến quyền LGBT.
Vào tháng 1 năm 2018, Tòa án Nhân quyền liên Mỹ (IACHR) đã ra phán quyết rằng Công ước Mỹ về Nhân quyền bắt buộc và yêu cầu công nhận hôn nhân đồng giới. Phán quyết này hoàn toàn ràng buộc với Costa Rica và tạo tiền lệ ràng buộc cho các quốc gia Mỹ Latinh và Caribbean khác bao gồm Paraguay. Hiện tại có một vụ kiện đang chờ xử lý để công nhận hôn nhân đồng giới dựa vào phán quyết của IACHR.

## Bảng tóm tắt
| Hoạt động tình dục đồng giới hợp pháp                                                                                       | (Từ năm 1880)                                               |
| Độ tuổi đồng ý | No                                                          |
| Luật chống phân biệt đối xử chỉ trong việc làm                                                                              | / (Một số biện pháp bảo vệ hạn chế cho nhân viên chính phủ) |
| Luật chống phân biệt đối xử trong việc cung cấp hàng hóa và dịch vụ                                                         | No                                                          |
| Luật chống phân biệt đối xử trong tất cả các lĩnh vực khác (bao gồm phân biệt đối xử gián tiếp, ngôn từ kích động thù địch) | No                                                          |
| Hôn nhân đồng giới | (Hiến pháp cấm từ năm 1992)                                 |
| Công nhận các cặp đồng giới                                                                                                 | (Hiến pháp cấm từ năm 1992)                                 |
| Con nuôi của các cặp vợ chồng đồng giới                                                                                     | No                                                          |
| Con nuôi chung của các cặp đồng giới                                                                                        | No                                                          |
| Đồng tính nữ, đồng tính nam và song tính được phép phục vụ trong quân đội                                                   | Yes                                                         |
| Quyền thay đổi giới tính hợp pháp                                                                                           | No                                                          |
| Truy cập IVF cho đồng tính nữ                                                                                               | No                                                          |
| Mang thai hộ cho các cặp đồng tính nam                                                                                      | No                                                          |
| NQHN được phép hiến máu | No                                                          |